# Just Give Me a Reason
Just Give Me a Reason is een single van de Amerikaanse zangeres P!nk in samenwerking met Nate Ruess, de leadzanger van de indierock/popband Fun. Het nummer werd op 21 januari 2013 uitgebracht als muziekdownload. Het is de derde single van P!nk's zesde studioalbum The Truth About Love uit 2012. De single bereikte de eerste plaats in zowel de Nederlandse Single Top 100 als de Nederlandse Top 40. Het werd voor beiden de eerste nummer één-hit in Nederland. In Vlaanderen kwam het nummer niet verder dan een derde plaats in de Vlaamse Ultratop 50.

## Hitnoteringen
| Hitlijst               | Datum van binnenkomst | Hoogste positie | Aantal weken | Laatste notering |
| ---------------------- | --------------------- | --------------- | ------------ | ---------------- |
| Single Top 100         | 12-01-2013            | 1               | 51           | 18-01-2014       |
| Nederlandse Top 40     | 19-01-2013            | 1               | 23           | 22-06-2013       |
| Vlaamse Ultratop 50    | 16-02-2013            | 2               | 26           | 10-08-2013       |
| Vlaamse Radio 2 Top 30 | 02-03-2013            | 1               | 19           | 06-07-2013       |
| Waalse Ultratop 50     | 02-03-2013            | 3               | 28           | 07-09-2013       |
| Australische Top 50    | 16-02-2013            | 1               | 28           | 25-08-2013       |
| Deense Top 40          | 23-02-2013            | 3               | 32           | 04-10-2013       |
| Duitse Top 100         | 06-04-2013            | 1               | 21           | 24-08-2013       |
| Finse Top 20           | 06-04-2013            | 4               | 11           | 22-06-2013       |
| Franse Top 200         | 22-09-2012            | 4               | 49           | *                |
| Nieuw-Zeelandse Top 40 | 02-02-2013            | 1               | 24           | 15-07-2013       |
| Noorse Top 20          | 30-03-2013            | 2               | 24           | 07-09-2013       |
| Oostenrijkse Top 75    | 23-02-2013            | 1               | 38           | 20-12-2013       |
| Spaanse Top 50         | 20-04-2013            | 5               | 35           | 05-01-2014       |
| UK Singles Chart       | 16-02-2013            | 2               | 40           | 09-11-2013       |
| Billboard Hot 100      | 02-03-2013            | 1               | 36           | 02-11-2013       |
| Zweedse Top 60         | 23-03-2013            | 1               | 29           | 04-10-2013       |
| Zwitserse Top 75       | 29-09-2012            | 2               | 44           | *                |

### Nederlandse Top 40
| Hitnotering: 19-01-2013 t/m 22-06-2013 | Hitnotering: 19-01-2013 t/m 22-06-2013 | Hitnotering: 19-01-2013 t/m 22-06-2013 | Hitnotering: 19-01-2013 t/m 22-06-2013 | Hitnotering: 19-01-2013 t/m 22-06-2013 | Hitnotering: 19-01-2013 t/m 22-06-2013 | Hitnotering: 19-01-2013 t/m 22-06-2013 | Hitnotering: 19-01-2013 t/m 22-06-2013 | Hitnotering: 19-01-2013 t/m 22-06-2013 | Hitnotering: 19-01-2013 t/m 22-06-2013 | Hitnotering: 19-01-2013 t/m 22-06-2013 | Hitnotering: 19-01-2013 t/m 22-06-2013 | Hitnotering: 19-01-2013 t/m 22-06-2013 |
| Week:                                  | 1                                      | 2                                      | 3                                      | 4                                      | 5                                      | 6                                      | 7                                      | 8                                      | 9                                      | 10                                     | 11                                     | 12                                     |
| -------------------------------------- | -------------------------------------- | -------------------------------------- | -------------------------------------- | -------------------------------------- | -------------------------------------- | -------------------------------------- | -------------------------------------- | -------------------------------------- | -------------------------------------- | -------------------------------------- | -------------------------------------- | -------------------------------------- |
| Positie:                               | 19                                     | 8                                      | 3                                      | 2                                      | 2                                      | 1                                      | 1                                      | 1                                      | 2                                      | 5                                      | 5                                      | 2                                      |
| Week:                                  | 13                                     | 14                                     | 15                                     | 16                                     | 17                                     | 18                                     | 19                                     | 20                                     | 21                                     | 22                                     | 23                                     |                                        |
| Positie:                               | 2                                      | 4                                      | 5                                      | 9                                      | 10                                     | 11                                     | 13                                     | 18                                     | 26                                     | 38                                     | 40                                     | uit                                    |

### NederlandseSingle Top 100
| Hitnotering: (week 1 t/m 48) 12-01-2013 t/m 07-12-2013 Hitnotering: (week 49 t/m) 04-01-2014 t/m | Hitnotering: (week 1 t/m 48) 12-01-2013 t/m 07-12-2013 Hitnotering: (week 49 t/m) 04-01-2014 t/m | Hitnotering: (week 1 t/m 48) 12-01-2013 t/m 07-12-2013 Hitnotering: (week 49 t/m) 04-01-2014 t/m | Hitnotering: (week 1 t/m 48) 12-01-2013 t/m 07-12-2013 Hitnotering: (week 49 t/m) 04-01-2014 t/m | Hitnotering: (week 1 t/m 48) 12-01-2013 t/m 07-12-2013 Hitnotering: (week 49 t/m) 04-01-2014 t/m | Hitnotering: (week 1 t/m 48) 12-01-2013 t/m 07-12-2013 Hitnotering: (week 49 t/m) 04-01-2014 t/m | Hitnotering: (week 1 t/m 48) 12-01-2013 t/m 07-12-2013 Hitnotering: (week 49 t/m) 04-01-2014 t/m | Hitnotering: (week 1 t/m 48) 12-01-2013 t/m 07-12-2013 Hitnotering: (week 49 t/m) 04-01-2014 t/m | Hitnotering: (week 1 t/m 48) 12-01-2013 t/m 07-12-2013 Hitnotering: (week 49 t/m) 04-01-2014 t/m | Hitnotering: (week 1 t/m 48) 12-01-2013 t/m 07-12-2013 Hitnotering: (week 49 t/m) 04-01-2014 t/m | Hitnotering: (week 1 t/m 48) 12-01-2013 t/m 07-12-2013 Hitnotering: (week 49 t/m) 04-01-2014 t/m | Hitnotering: (week 1 t/m 48) 12-01-2013 t/m 07-12-2013 Hitnotering: (week 49 t/m) 04-01-2014 t/m | Hitnotering: (week 1 t/m 48) 12-01-2013 t/m 07-12-2013 Hitnotering: (week 49 t/m) 04-01-2014 t/m | Hitnotering: (week 1 t/m 48) 12-01-2013 t/m 07-12-2013 Hitnotering: (week 49 t/m) 04-01-2014 t/m | Hitnotering: (week 1 t/m 48) 12-01-2013 t/m 07-12-2013 Hitnotering: (week 49 t/m) 04-01-2014 t/m | Hitnotering: (week 1 t/m 48) 12-01-2013 t/m 07-12-2013 Hitnotering: (week 49 t/m) 04-01-2014 t/m | Hitnotering: (week 1 t/m 48) 12-01-2013 t/m 07-12-2013 Hitnotering: (week 49 t/m) 04-01-2014 t/m | Hitnotering: (week 1 t/m 48) 12-01-2013 t/m 07-12-2013 Hitnotering: (week 49 t/m) 04-01-2014 t/m | Hitnotering: (week 1 t/m 48) 12-01-2013 t/m 07-12-2013 Hitnotering: (week 49 t/m) 04-01-2014 t/m | Hitnotering: (week 1 t/m 48) 12-01-2013 t/m 07-12-2013 Hitnotering: (week 49 t/m) 04-01-2014 t/m | Hitnotering: (week 1 t/m 48) 12-01-2013 t/m 07-12-2013 Hitnotering: (week 49 t/m) 04-01-2014 t/m |
| Week:                                                                                            | 1                                                                                                | 2                                                                                                | 3                                                                                                | 4                                                                                                | 5                                                                                                | 6                                                                                                | 7                                                                                                | 8                                                                                                | 9                                                                                                | 10                                                                                               | 11                                                                                               | 12                                                                                               | 13                                                                                               | 14                                                                                               | 15                                                                                               | 16                                                                                               | 17                                                                                               | 18                                                                                               | 19                                                                                               | 20                                                                                               |
| ------------------------------------------------------------------------------------------------ | ------------------------------------------------------------------------------------------------ | ------------------------------------------------------------------------------------------------ | ------------------------------------------------------------------------------------------------ | ------------------------------------------------------------------------------------------------ | ------------------------------------------------------------------------------------------------ | ------------------------------------------------------------------------------------------------ | ------------------------------------------------------------------------------------------------ | ------------------------------------------------------------------------------------------------ | ------------------------------------------------------------------------------------------------ | ------------------------------------------------------------------------------------------------ | ------------------------------------------------------------------------------------------------ | ------------------------------------------------------------------------------------------------ | ------------------------------------------------------------------------------------------------ | ------------------------------------------------------------------------------------------------ | ------------------------------------------------------------------------------------------------ | ------------------------------------------------------------------------------------------------ | ------------------------------------------------------------------------------------------------ | ------------------------------------------------------------------------------------------------ | ------------------------------------------------------------------------------------------------ | ------------------------------------------------------------------------------------------------ |
| Positie:                                                                                         | 5                                                                                                | 4                                                                                                | 5                                                                                                | 3                                                                                                | 3                                                                                                | 2                                                                                                | 2                                                                                                | 1                                                                                                | 2                                                                                                | 4                                                                                                | 4                                                                                                | 3                                                                                                | 3                                                                                                | 6                                                                                                | 7                                                                                                | 10                                                                                               | 10                                                                                               | 12                                                                                               | 15                                                                                               | 20                                                                                               |
| Week:                                                                                            | 21                                                                                               | 22                                                                                               | 23                                                                                               | 24                                                                                               | 25                                                                                               | 26                                                                                               | 27                                                                                               | 28                                                                                               | 29                                                                                               | 30                                                                                               | 31                                                                                               | 32                                                                                               | 33                                                                                               | 34                                                                                               | 35                                                                                               | 36                                                                                               | 37                                                                                               | 38                                                                                               | 39                                                                                               | 40                                                                                               |
| Positie:                                                                                         | 23                                                                                               | 33                                                                                               | 28                                                                                               | 31                                                                                               | 31                                                                                               | 27                                                                                               | 28                                                                                               | 29                                                                                               | 30                                                                                               | 27                                                                                               | 36                                                                                               | 37                                                                                               | 40                                                                                               | 43                                                                                               | 60                                                                                               | 53                                                                                               | 54                                                                                               | 57                                                                                               | 64                                                                                               | 71                                                                                               |
| Week:                                                                                            | 41                                                                                               | 42                                                                                               | 43                                                                                               | 44                                                                                               | 45                                                                                               | 46                                                                                               | 47                                                                                               | 48                                                                                               |                                                                                                  | 49                                                                                               | 50                                                                                               | 51                                                                                               | 52                                                                                               | 53                                                                                               | 54                                                                                               | 55                                                                                               | 56                                                                                               | 57                                                                                               | 58                                                                                               | 59                                                                                               |
| Positie:                                                                                         | 44                                                                                               | 63                                                                                               | 69                                                                                               | 68                                                                                               | 66                                                                                               | 72                                                                                               | 99                                                                                               | 91                                                                                               | uit                                                                                              | 66                                                                                               |                                                                                                  |                                                                                                  |                                                                                                  |                                                                                                  |                                                                                                  |                                                                                                  |                                                                                                  |                                                                                                  |                                                                                                  |                                                                                                  |

### VlaamseUltratop 50
| Hitnotering: 16-02-2013 t/m | Hitnotering: 16-02-2013 t/m | Hitnotering: 16-02-2013 t/m | Hitnotering: 16-02-2013 t/m | Hitnotering: 16-02-2013 t/m | Hitnotering: 16-02-2013 t/m | Hitnotering: 16-02-2013 t/m | Hitnotering: 16-02-2013 t/m | Hitnotering: 16-02-2013 t/m | Hitnotering: 16-02-2013 t/m | Hitnotering: 16-02-2013 t/m | Hitnotering: 16-02-2013 t/m | Hitnotering: 16-02-2013 t/m | Hitnotering: 16-02-2013 t/m | Hitnotering: 16-02-2013 t/m | Hitnotering: 16-02-2013 t/m | Hitnotering: 16-02-2013 t/m | Hitnotering: 16-02-2013 t/m | Hitnotering: 16-02-2013 t/m | Hitnotering: 16-02-2013 t/m | Hitnotering: 16-02-2013 t/m |
| Week:                       | 1                           | 2                           | 3                           | 4                           | 5                           | 6                           | 7                           | 8                           | 9                           | 10                          | 11                          | 12                          | 13                          | 14                          | 15                          | 16                          | 17                          | 18                          | 19                          | 20                          |
| --------------------------- | --------------------------- | --------------------------- | --------------------------- | --------------------------- | --------------------------- | --------------------------- | --------------------------- | --------------------------- | --------------------------- | --------------------------- | --------------------------- | --------------------------- | --------------------------- | --------------------------- | --------------------------- | --------------------------- | --------------------------- | --------------------------- | --------------------------- | --------------------------- |
| Positie:                    | 18                          | 8                           | 3                           | 6                           | 2                           | 2                           | 3                           | 3                           | 3                           | 2                           | 8                           | 8                           | 11                          | 12                          |                             |                             |                             |                             |                             |                             |

### VlaamseRadio 2 Top 30
| Hitnotering: 02-03-2013 t/m | Hitnotering: 02-03-2013 t/m | Hitnotering: 02-03-2013 t/m | Hitnotering: 02-03-2013 t/m | Hitnotering: 02-03-2013 t/m | Hitnotering: 02-03-2013 t/m | Hitnotering: 02-03-2013 t/m | Hitnotering: 02-03-2013 t/m | Hitnotering: 02-03-2013 t/m | Hitnotering: 02-03-2013 t/m | Hitnotering: 02-03-2013 t/m | Hitnotering: 02-03-2013 t/m | Hitnotering: 02-03-2013 t/m | Hitnotering: 02-03-2013 t/m | Hitnotering: 02-03-2013 t/m | Hitnotering: 02-03-2013 t/m | Hitnotering: 02-03-2013 t/m | Hitnotering: 02-03-2013 t/m | Hitnotering: 02-03-2013 t/m | Hitnotering: 02-03-2013 t/m | Hitnotering: 02-03-2013 t/m |
| Week:                       | 1                           | 2                           | 3                           | 4                           | 5                           | 6                           | 7                           | 8                           | 9                           | 10                          | 11                          | 12                          | 13                          | 14                          | 15                          | 16                          | 17                          | 18                          | 19                          | 20                          |
| --------------------------- | --------------------------- | --------------------------- | --------------------------- | --------------------------- | --------------------------- | --------------------------- | --------------------------- | --------------------------- | --------------------------- | --------------------------- | --------------------------- | --------------------------- | --------------------------- | --------------------------- | --------------------------- | --------------------------- | --------------------------- | --------------------------- | --------------------------- | --------------------------- |
| Positie:                    | 22                          | 14                          | 8                           | 2                           | 1                           | 2                           |                             |                             |                             |                             |                             |                             |                             |                             |                             |                             |                             |                             |                             |                             |

### NPO Radio 2 Top 2000
| Nummer met noteringen in de NPO Radio 2 Top 2000 | '13 | '14 | '15 | '16 | '17 | '18 | '19 | '20 | '21 | '22 | '23 | '24 |
| ------------------------------------------------ | --- | --- | --- | --- | --- | --- | --- | --- | --- | --- | --- | --- |
| Just Give Me a Reason                            | 590 | 494 | 606 | 562 | 928 | 613 | 585 | 704 | 742 | 743 | 743 | 770 |

1. ↑  Een vetgedrukt getal geeft de hoogste notering aan.
2. ↑  2013 was het eerste jaar met een notering voor dit nummer.